# Захарово (Тонкинский район)
Захарово — деревня в Тонкинском районе Нижегородской области. Входит в сельское поселение Большесодомовский сельсовет.

## География
Находится на расстоянии примерно 12 километров по прямой на запад от районного центра поселка Тонкино на дороге Урень-Тонкино.

## История
В деревне в 1870 году учтено было хозяйств 23, жителей 139, в 1916 46 и 251 соответственно. В период коллективизации создан колхоз «Пограничник». 

## Население
Постоянное население  составляло 78 человек (русские 99%) в 2002 году,46 в 2010 .